# Садовод (Україна)
Садовод —  селище в Україні, у Великобурлуцькій селищній громаді Куп'янського району Харківської області. Населення становить 590 осіб. До 2020 орган місцевого самоврядування — Андріївська сільська рада.

## Географія
Селище Садовод знаходиться за 2 км від села Андріївка, навколо селища великі садові масиви (~ 600 га). В селищі є кілька загат. Через селище проходить автомобільна дорога Т 2115.

## Історія
- 1952 — дата заснування.
- 12 червня 2020 року, відповідно до розпорядження Кабінету Міністрів України № 725-р «Про визначення адміністративних центрів та затвердження територій територіальних громад Харківської області», увійшло до складу Великобурлуцької селищної територіальної громади[1].
- 19 липня 2020 року, в результаті адміністративно-територіальної реформи та ліквідації Великобурлуцького району, селище увійшло до складу Куп'янського району Харківської області[2].
- Російська окупація селища почалася 24 лютого 2022 року.
- 11 вересня 2022 року воїни Збройних Сил України в ході Харківської контрнаступальної операції звільнили від російських окупантів населені пункти Великобурлуцької селищної територіальної громади[3].

## Економіка
- В селищі є молочно-товарна ферма.
- «САДОВОД», ЗАТ.
- «АНДРІЇВСЬКИЙ», ВАТ.